# Dialytodius carri
Dialytodius carri är en skalbaggsart som beskrevs av Brown 1929. Dialytodius carri ingår i släktet Dialytodius och familjen Aphodiidae. Inga underarter finns listade i Catalogue of Life.